# Pedro Foyos
Pedro Foyos (Lisboa, 1945) é um jornalista e escritor português.

## Biografia
Iniciou no final de 1960 a atividade jornalística no diário República que evidenciou-se, em parceria com o Diário de Lisboa, na luta contra a ditadura salazarista.
1. Durante vários anos conciliou o jornalismo com a vida académica, participando nos movimentos estudantis que recrudesceram no País a partir de 1962. Na condição de jornalista e ao mesmo tempo de estudante foi-lhe possível, com a colaboração dos correspondentes da imprensa estrangeira, transmitir para o mundo, durante quase toda a década de 60, os acontecimentos das sucessivas crises académicas, com realce para as de 1962 (Lisboa) e 1969 (Coimbra).

Depois da revolução de 25 de Abril, no início do chamado Verão Quente de 1975 e na sequência do dramático encerramento do histórico jornal República, dirigido por Raul Rêgo, passou dois meses a correr o País, com o jornalista Vítor Direito, ao abrigo da solidariedade de tipografias democráticas dispostas a imprimir o Jornal do Caso República, publicação clandestina com tiragens de cem mil exemplares e que não podia produzir-se mais do que uma vez no mesmo local. Em Agosto desse ano foi co-fundador do diário A Luta, onde se manteve como redator e diretor de arte até próximo da sua extinção. Ainda nos anos 70 trabalhou em várias publicações da empresa jornalística O Século, com realce para as revistas O Século Ilustrado e Vida Mundial. Seguiu-se o Diário de Notícias, onde integrou a chefia de redação, sendo responsável, nomeadamente, pela revista dominical e edições especiais. Empreendeu em simultaneidade vários projetos editoriais no âmbito da fotografia, cinema e artes visuais em geral, fundando e dirigindo um jornal e duas revistas. Fundou também a coleção Grande Reportagem, consagrada a momentos assinaláveis do jornalismo português, tema que já antes lhe inspirara o livro O Jornal do Dia, e, mais tarde, A Vida das Imagens. Insere-se ainda nesse domínio Grandes Repórteres Portugueses da I República.
De permeio exerceu durante doze anos a presidência da Associação Portuguesa de Arte Fotográfica, tendo fundado e dirigido um Anuário da especialidade. Realizou por essa época várias exposições individuais de fotografia e de foto-pintura.
No campo do ensino e formação orientou estágios profissionais de Tecnologias de Comunicação na especialidade de Psicologia da Leitura.
Interessado igualmente, desde muito novo, pelos temas científicos, fundou o Centro de Estudos das Ciências da Natureza, direcionado em especial para as camadas juvenis, mas que dificuldades financeiras impuseram o encerramento em 2006.
No termo deste ciclo começou a dedicar-se à literatura de ficção, primeiro com O Criador de Letras, um romance inspirado no tema da invenção do alfabeto, tendo como cenário social a vida quotidiana no Próximo Oriente Antigo. A obra seguinte, Botânica das Lágrimas, protagonizada por crianças e cuja acção decorre inteiramente num jardim botânico, mereceu do escritor Miguel Real a qualificação de «romance marcante na literatura juvenil portuguesa.» (in Prefácio à segunda edição e seguintes).
Pedro Foyos é casado com a jornalista e escritora Maria Augusta Silva, distinguida com o Prémio Internacional de Jornalismo, entregue pessoalmente pelo Rei de Espanha no ano de 1993.

## Obras
Historiografia da Imprensa
- O Jornal do Dia, 1971. 2ª ed. 1972
- Rastilho. A luta contra a Censura instituída em 1985 na Feira do Livro, 1986
- Grandes Repórteres Portugueses da I República, 1986. 2ª ed. 1987
- Stuart Inédito*, 1989
- A Vida das Imagens, 1990. 3ª ed. 1994
- O Grande Jornalzinho da Rua dos Calafates, 2014
- "O caso do Jornal Assaltado", 2016
- "Não Matem os Dinossáurios",2017

Ficção
- O Criador de Letras (romance), 2008
- Botânica das Lágrimas (romance), 2009. 3ª ed. 2010. 4ª. edição 2016
- Jardim República (narrativa fantástica), 2010

Direção de Antologias
- Anuário Português de Fotografia, de 1981 a 1990
- Metamorfoses da Imagem (Arte Fotográfica de Eduardo Nery), 1990
- Palavras no Tempo, 1991
- Lisboa do Nosso Olhar (Arte Fotográfica de José Antunes), 1991
- Torga em Coimbra (Uma Cidade na Vida e na Obra do Poeta), 1998
- 208 desenhos desconhecidos de Stuart Carvalhais, localizados por Pedro Foyos em Novembro de 1988.